# Yves Ngue Ngock
Yves Ngue Ngock, nacido el 25 de enero de 1989, es un ciclista camerunés.

## Palmarés
2008
- 1 etapa del Gran Premio de Chantal Biya

2009
- 1 etapa del Gran Premio de Chantal Biya

2011
- Gran Premio de Chantal Biya, más 1 etapa

2012
- Tour de Camerún
- 1 etapa del Gran Premio de Chantal Biya

2013
- Gran Premio de Chantal Biya, más 1 etapa